# ハヴォック・ペニントン
ロバート・サンフォード・ハヴォック・ペニントン（Robert Sanford Havoc Pennington）は、GNOME や Metacity、GConf、D-BUS の開発に貢献したことによって、フリーソフトウェアのコミュニティではよく知られた人物である。ペニントンは現在、LiTLの開発に携わっている。
LiTL の開発に関わる前は、9年間レッドハット社のデスクトップ開発部門の技術責任者を務めた。さらに、レッドハット社以前には、Debian GNU/Linux の主要な開発者の1人として活躍しており、ペニントンはfreedesktop.orgを 2001年に設立したことでも知られている。
近年、ペニントンはMugshotプロジェクトのリーダーを務めており、Gnome Online Desktopというものを提案している。
シカゴ大学を1998年卒業した。

## 参照
- The Big freedesktop.org Interview (Rayiner Hashem, OSNews, 24 Nov 2003)
- First mention of LiTL